# Мелетцы
Мелетцы (хак. «пелет», мелецкие татары) — прежнее название этнической группы чулымцев.

## История
В XVII—XIX веках мелетцы проживали в пределах Мелетской и Тутальской волостей, в долине реки Чулым. В настоящее время здесь располагаются Тюхтетский район Красноярского края и Тегульдетский район Томской области. 
Общая численность мелетцев достигала одной тысячи человек. Их язык представляет говор кызыльского диалекта хакасского языка. 
В 1824 мелетцы объединили с Кызыльской степной думой. Но в 1835 они создали отдельную Мелетскую инородную управу. В двух мелетских родах насчитывалось 70 различных фамилий. Среди тутальцев, мелетцев и кызыльцев имелись общие фамилии: Айнаковы, Байдашевы, Барбаковы, Сардыгановы и др., что говорит об их этногенетическом родстве. 
До 2002 мелетцы официально считались хакасами. В наши дни они получили статус коренного малочисленного народа России и стали называться чулымцами.